# Lucía Huergo
Lucía Huergo Guitián (* 17. November 1951 in Havanna; † 1. Mai 2015 ebenda) war eine kubanische Komponistin, Musikproduzentin, Arrangeurin und Multiinstrumentalistin.
Huergo beherrschte eine Reihe von Blasinstrumenten, darunter Flöte, Klarinette, Saxophon und Oboe und spielte Keyboards. Ihre Ausbildung als Komponistin erhielt sie von Leo Brouwer und Federico Smith. In den 1980er Jahren kam sie zu Carlos Alfonsos Gruppe Síntesis, deren Alben Hilo directo (1986) und An-cestros (1987) einige ihrer Kompositionen enthalten, in denen sie Elemente afrikanischer Musik, des Rock und elektronischer Musik verband. Mit der Gruppe Mez-cla des Gitarristen Pablo Menéndez nahm sie die Alben Cantos (1992) und Fronteras de sueños (1994) auf.
Neben den Sängern Sara González und Amaury Pérez zählten Musiker wie Teresita Fernández, Xiomara Laugart, Miriam Ramos, Liuba María Hevia, Yusa, Heidi Igualada, Ireno García zu ihren Partnern. Sie gehörte dem Orchester von Octavio Sánchez Olaguive, der Gruppe von Franco Laganá und der Gruppe Sonido Contemporáneo an. Außerdem veröffentlichte sie auch mehrere eigene Alben, darunter Sinfonía Hemingway und Lucía y Zona azul. 1993 gründete sie ein eigenes Aufnahmestudio.

## Werke
- Asoyín
- Atmósfera loca
- Bajo tu sombra
- Barasuayo
- Con la luz de la mañana
- Echubelekeo
- Entre el tal vez y el quizás
- Eyeleo, De vuelta
- La rumba loca
- Mereguo
- Mi vieja Habana
- Mientras espero
- Mirando tus ojo
- No puede ser lo que quisieras
- Pasaje al cielo (la mamá)
- Tema para Yusa
- Canto a Matanzas
- Las huérfanas
- Mujer transparente
- Peter Pan
- Quién dijo que esto no es amor